# 青山レイラ
青山 レイラ（あおやま れいら、1987年12月20日 - ）は、東京都生まれのファッションモデル、女優。所属事務所はイリューム。

## 来歴
- 2007年4月から、ファッション誌『JJ』の専属モデルとして活動。
- 2008年から、英語力を活かしてフジテレビの「レッドブル・エアレース・ワールドシリーズ」ダイジェスト番組でメインリポーターを務めている。

## 人物・エピソード
- 父親がオーストラリア人で母親が日本人。
- 4歳から18歳まで、メルボルンで暮らす。
- 趣味は、ボウリングと体操、ゴルフ、水泳、チェロ、乗馬
- 学生時代には体操チームに所属し、ビクトリア州代表に選ばれたことがある。
- 動物好きで、メルボルンに住んでいた頃には、動物病院でのアルバイト経験もある[1]。
- オーストラリアで、14歳からモデルをやっていた[2]。
- 好きなタイプはハーフ（英語と日本語の混成語で話せるため）で、背が高くマッチョで多少脂肪があったほうがいい[2]。
- まだ、オーストラリアに住んでいた頃、来日して初めて原宿に行ったとき、ラフォーレの前でスカウトされた[3]。
- 初めて覚えた日本語は、「お疲れ様｣。日本以外では、この様な表現は無い、とのこと[3]。
- 一番好きな日本食は、餃子とラーメン[3]。
- 自動販売機でうどんやラーメンを売っているのを不思議と感じていた[3]。

## 出演

### 映画
- 僕の初恋をキミに捧ぐ（2009年、東宝）
- ヒカリ、その先へ（2010年、ソニー・ミュージックエンタテインメント）

### テレビ（バラエティ）
- 世界最速!空中バトルレッドブル・エアレース2008（2008年6月15日、8月18日、9月22日、11月23日、フジテレビ）
- ショーパン（2008年9月18日、フジテレビ）
- 宇宙でイチバン遭いたい人（2008年9月25日、日本テレビ） - LIZAのモデル仲間として出演
- LOVE×GOLF（2009年1月26日、2月2日、テレビ東京）
- MOSTI.tv（2009年4月27日 - 8月25日、テレビ東京） - 「MOSTI.tv×JJ」全5回
- 世界最速!空中バトル レッドブル・エアレース2009（2009年6月1日、9月6日、10月25日、フジテレビ）
- グータンヌーボ（2009年9月2日、関西テレビ） - 有村実樹、内田恭子と共演
- Take Me Out（2009年11月19日・26日、12月3日、TBS）
- エンタフル!（2010年4月4日 - 、フジテレビ） - レギュラーMC
- ハケンOLは見た!（2010年10月5日、テレビ東京）- ゲスト
- 美少女ヌードル (2012年4月4日、テレビ朝日)
- 東京上級デート (2013年5月22日、テレビ朝日)　＃55　湯島

### テレビ（ドラマ）
- 華麗なるスパイ 第2話（2009年7月25日、日本テレビ） - 秘密諜報部の美女（受付嬢）役

### ラジオ
- われらイマドキッ!〜DOKODOKI商品研究所〜（2010年4月～10月、MBSラジオ） - レギュラー

### 雑誌
- Steady. （2006年創刊号 - ）
- VoCE （2006年5月号 - ）
- JJ （2007年4月 - ） - 専属モデル

### イベント
- 神戸コレクション
- 東京ガールズコレクション

### CM
- 31アイスクリーム（2004年3月 - 1クール）韓国圏のみ
- モスバーガー マスタードチキンバーガー（2004年9月 - 12月）
- セガサミーホールディングス セガサミーグループCM 「ROSE WORLD」篇（2006年10月 - 2008年10月）
- AEON Yukata Magic&Mizugi Magic（2007年6月 - 9月）
- ABCマート ホーキンススポーツ 「ヒールスニーカー」篇 「インヒールブーツ」篇（2009年9月 - 10月）

### PV
- Tiara 「Magic☆」（2007年7月4日） テレビCM AEON『Yukata Magic』の映像を使用。
- BES 「もいちど」（2009年11月）